# Прострел раскрытый
Простре́л раскры́тый, или Со́н-трава́ (Pulsatílla pátens) — многолетнее травянистое растение, вид рода Прострел (Pulsatilla) семейства Лютиковые (Ranunculaceae).

## Ботаническое описание
Растение 7—15 см высотой.

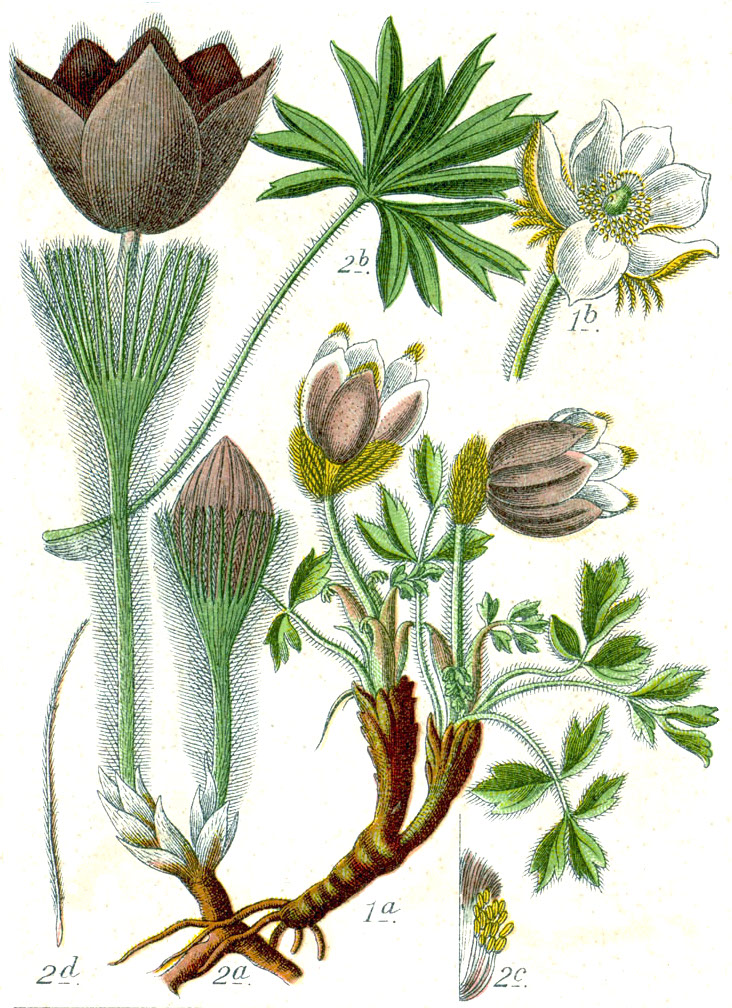
2 — Pulsatilla patens

Корневище мощное, вертикальное, тёмно-коричневое, многоглавое.
Корневые листья на длинных, негусто волосистых черешках, в очертании округло-сердцевидные, дланевидно-трёхрассечённые с ромбическими глубоко-двух-трёхраздельными сегментами и с клиновидными, двух-четырёхнадрезанными или зубчатыми дольками с острыми, часто несколько изогнутыми лопастинками; в молодости, особенно внизу, волосистые, позднее становящиеся голыми, появляются после цветения и отмирают осенью.
Стебли прямостоящие, одетые густыми, оттопыренными, мягкими волосками.
Листочки покрывала прямостоящие, разделённые на узколинейные доли, сильно волосистые. Цветоносы прямые; цветки прямостоящие, вначале ширококолокольчатые, позднее звездчато раскрытые; околоцветник простой, шестилистный, с листочками 3—4 см длиной, узкояйцевидно-заострёнными, прямыми, чаще сине-фиолетовыми, редко белыми или желтыми, снаружи волосистыми; тычинки многочисленные, во много раз короче листочков околоцветника, жёлтые, из них наружные превращены в стаминодии (медовики); пестиков много, с длинным пушистым столбиком 3—5 мм длиной. Цветёт в апреле — мае. Формула цветка: {\displaystyle \ast P_{6}\;A_{\infty }\;G_{\infty }}.
Плодики продолговатые; как и столбики, сильно волосистые.
|                                                        |  |  |  |
| Слева направо: бутоны, цветущее растение, цветок, плод |  |  |  |

## Распространение и экология

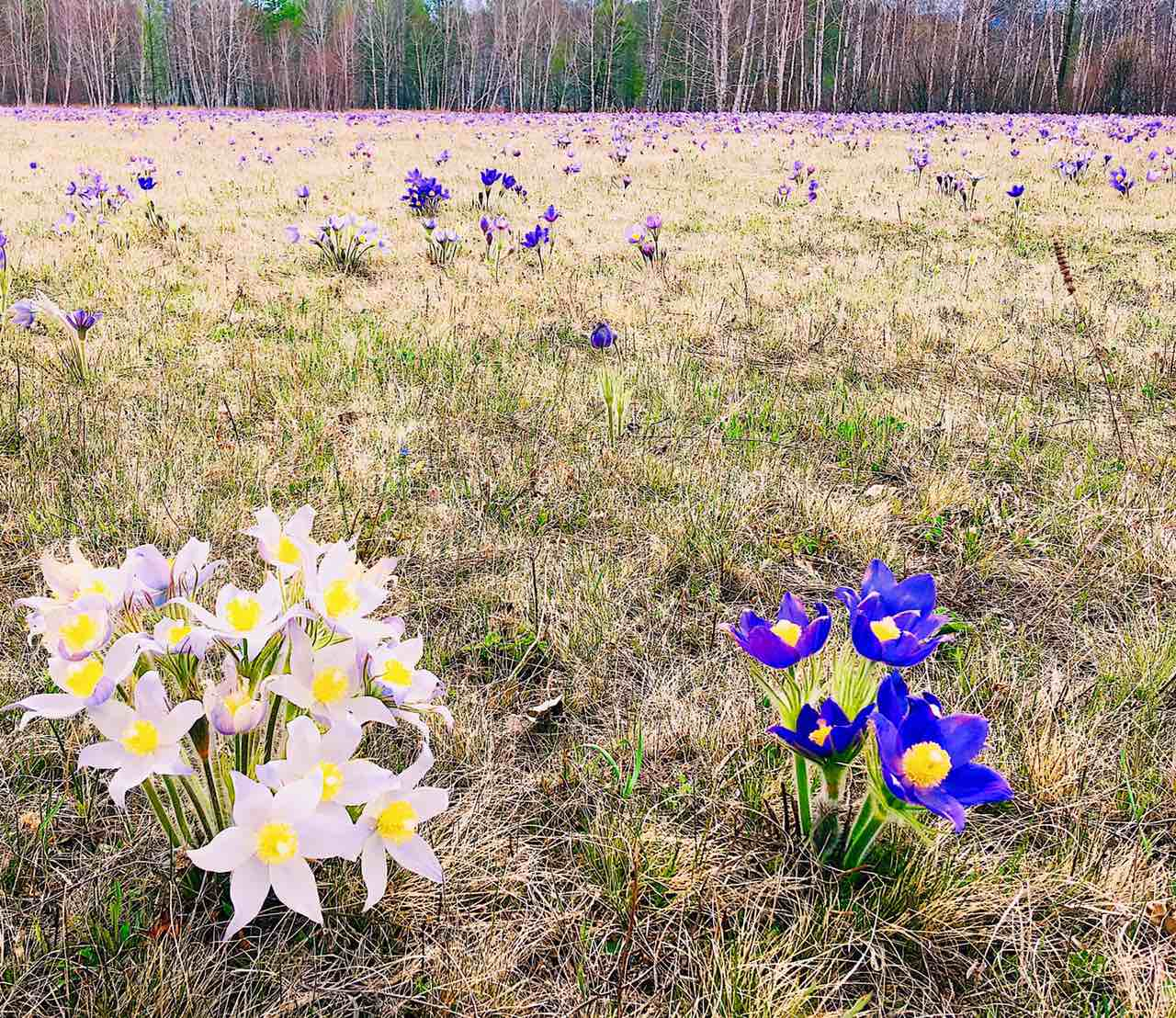
Сон-трава. Бурятия

Северная Европа: Финляндия (юг), Швеция (восток); Центральная Европа: Чешская Республика, Германия, Венгрия, Польша, Словакия; Южная Европа: Румыния; территория бывшего СССР: Беларусь, Эстония, Латвия, Литва, Европейская часть России, Украина, Казахстан, Западная Сибирь, Восточная Сибирь (юг), Дальний Восток; Азия: Китай, Монголия; Северная Америка: Канада (запад Северо-Западной Территории, Юкон, запад Онтарио, Альберта, Британская Колумбия, Манитоба, Саскачеван), США (север Иллинойса, Айова, Миннесота, Небраска, Северная Дакота, Южная Дакота, Висконсин, Колорадо, Айдахо, Монтана, Вашингтон, Вайоминг, Нью-Мексико, Техас, север Юты.

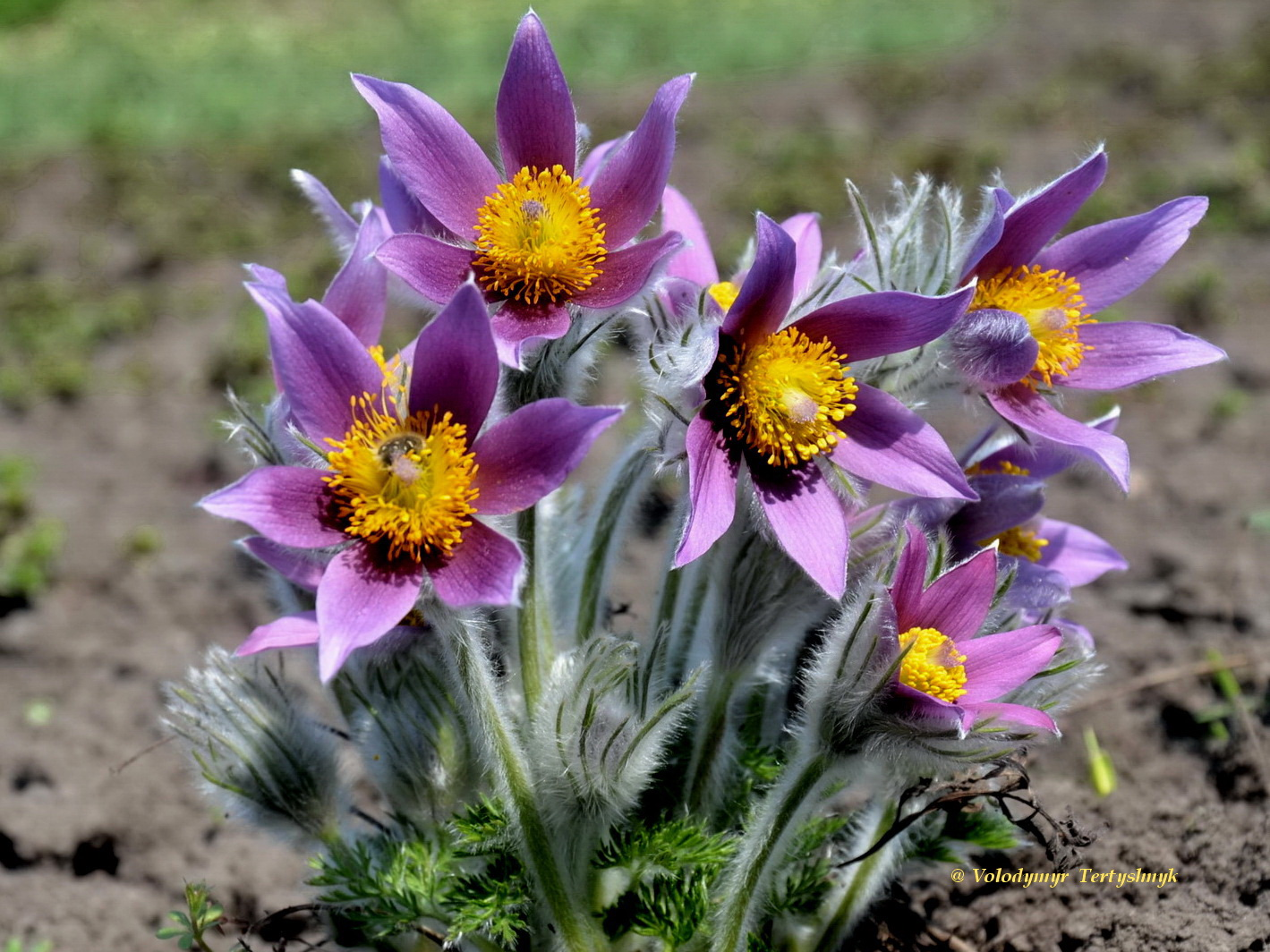
Со́н-трава́ раскрытая

Растёт на дёрново-подзолистой почве в сосновых, сосново-дубовых, сосново-берёзовых лесах верескового, брусничного, орлякового, мшистого и травяного типов, на вересковых пустошах, боровых склонах и в кустарниках.

## Охранный статус
Занесён в Красные книги Беларуси, Казахстана, Латвии, Литвы, Украины, Эстонии, большого числа субъектов Российской Федерации, ряда областей Украины.

## Химический состав
В свежей траве содержится протоанемонин, в сухой — бициклический лактан (анемонин), сапонины.

## Хозяйственное значение и использование
Весьма декоративное растение как при цветении, так и в плодах. Культивируется в цветниках (наряду с другими видами прострела).
Препараты растения употребляют как успокаивающее и снотворное средство.
В народной медицине сон-трава употребляется от многих болезней. Водный экстракт травы прострела оказывает сильное бактерицидное и фунгицидное действие и используется наружно для быстрейшего заживления ран и при грибковых заболеваниях кожи. Отвар травы пьют в малых дозах при кашле и женских заболеваниях. Настойка водки на траве применяется в качестве растирания при ревматизме. Свежую траву варят в русской печке без воды и выделившимся соком лечат ожоги.

## Сон-трава в художественной литературе
В русской поэзии сон-трава чаще всего упоминается как снотворное средство, видимо, из-за своего названия, или служит предвестником наступления весны и пробуждения природы, как, например, в стихотворении А. К. Толстого:
С какою радостию чистой

Я вновь встречал в бору сыром

Кувшинчик синий и пушистый

С его мохнатым стебельком…
или у поэтов XX века, например, у А. В. Жигулина в стихотворении «Сон-трава» (1957):
Усыпи меня, сон-трава,

На опушке в сухом бору.
Часто встречается упоминание сон-травы в прозе. А. И. Куприн пишет в повести «Олеся»:

Подымали свои лиловые головки крупные колокольчики «сна» — первого цветка Полесья. На насыпи синели крупные простые цветы, носящие поэтическое название «сна» («Чёрный туман»). 
В «Повести о лесах» К. Г. Паустовского:

 — Что за прелесть! … Лиловый сон! Меж её ладоней цвели на земле покрытые густым серебряным пухом колокольчики лилового сна. 
В современном фэнтези, как у М. Каддат в «Сказаниях о Хиль-де-Винтере», сон-трава олицетворяет тёмные силы магии и природы:

 …Сей зверь рисован был на гербах королевской семьи до того времени, когда герцоги Эритринские не взяли себе оный символ царской власти силою, а герб их — сон-трава, в народе именуемая ведьмино зелье. Цветок сей на родовом знамени не рисовал до них никто, и потому смысл его в геральдике не ведом. Иные говорят, что с сон-травой сравнивают замок их родовой Хиль-де-Винтер, якобы вырос он сам, аль влекомый какою нечистою силою, восстал из пучины морской. 

## Классификация

### Таксономия
Pulsatilla patens (L.) Mill., 1768, Gard. Dict. ed. 8 : n.º 4
Вид Прострел раскрытый относится к роду Прострел (Pulsatilla) семействa Лютиковые (Ranunculaceae) порядка Лютикоцветные (Лютикоцветные). Таксономическая схема в соответствии с Системой APG IV по состоянию на июнь 2024 года:
|  |                                      |  |                                   |                                   |                     |  | ещё 6 семейств | ещё 6 семейств |                        |  |                        |  | еще 53 подтвержденных вида и 53 вида, ожидающих подтверждения | еще 53 подтвержденных вида и 53 вида, ожидающих подтверждения |  |
|  |                                      |  |                                   |                                   |                     |  | ещё 6 семейств | ещё 6 семейств |                        |  |                        |  | еще 53 подтвержденных вида и 53 вида, ожидающих подтверждения | еще 53 подтвержденных вида и 53 вида, ожидающих подтверждения |  |
|  |                                      |  |                                   | порядок Лютикоцветные             |                     |  |                |                | род Прострел           |  |                        |  |                                                               |                                                               |  |
|  |                                      |  |                                   | порядок Лютикоцветные             |                     |  |                |                | род Прострел           |  | 1 внутривидовой таксон |  |                                                               |                                                               |  |
|  | отдел Цветковые, или Покрытосеменные |  |                                   |                                   | семейство Лютиковые |  |                |                | вид Прострел раскрытый |  |                        |  |                                                               |                                                               |  |
|  | отдел Цветковые, или Покрытосеменные |  |                                   |                                   |                     |  |                |                |                        |  |                        |  |                                                               |                                                               |  |
|  |                                      |  | ещё 63 порядка цветковых растений | ещё 63 порядка цветковых растений |                     |  |                | ещё 53 рода    | ещё 53 рода            |  |                        |  |                                                               |                                                               |  |
|  |                                      |  |                                   | ещё 63 порядка цветковых растений |                     |  |                |                | ещё 53 рода            |  |                        |  |                                                               |                                                               |  |

### Синонимы
- Anemone bauhini Tausch
- Anemone intermedia G.Don
- Anemone longipetala Schleich. ex Steud.
- Anemone ludoviciana Nutt.
- Anemone nuttallii Nutt.
- Anemone patens L.
- Anemone patens f. stevensonis B.Boivin
- Anemone patens var. pinnatifolia Wilensky
- Anemone patens var. rosea Cockerell
- Anemone patens var. wolfgangiana (Besser) Koch
- Anemone pulsatilla var. patens (L.) Finet & Gagnep.
- Pulsatilla bauhini Tausch ex Pritz.
- Pulsatilla kioviensis Wissjul.
- Pulsatilla patens f. albiflora X.F.Zhao ex Y.Z.Zhao
- Pulsatilla patens var. kioviensis (Wissjul.) Tzvelev
- Pulsatilla pseudopatens Schur
- Pulsatilla teklae Zämelis
- Pulsatilla uralensis (Zämelis) Tzvelev